# Johan Jacob Molin
Johan Jacob (Jean, Jacques) Molin, född 11 november 1831 i Stockholm, död 21 november 1917 i Ragunda, Jämtlands län, var en svensk läkare, tecknare och skulptör.
Han var son till sidenhandlaren och paraplyfabrikören Jacob Wilhelm Molin och Anna Maria Jacobina Charlotta Rosenschütz. Molin inledde studier vid Konstakademien i Stockholm 1847 samtidigt som han arbetade i sin pappas företag med att svarva paraplyskaft. När han 1853 flyttades upp till antikskolan lämnade han akademien och återupptog studier i vanliga ämnen. Han blev student 1857 och fortsatte därefter med studier i medicin. Samtidigt som han studerade anatomi för professor Gustaf Retzius vid Karolinska institutet arbetade han som teckningslärare vid Katarina realskola. Mellan 1870-1872 var han bataljonsläkare i Jämtlands hästjägarkår. Han utnämndes till garnisonsläkare vid S:t Barthélemy 1872 och var verksam där i två etapper fram till 1876. Under sin tid på ön samlade han på sig en stor mängd naturföremål som han senare skänkte till olika institutioner i Göteborg, Uppsala och Stockholm. Åter i Sverige utnämndes han till provinsialläkare i Ragunda 1878.